# John Millman
John Millman (Brisbane, 14 de junio de 1989) es un extenista profesional australiano. Su ranking individual más alto fue el N° 33, el 2 de noviembre de 2018, mientras que en dobles logró el puesto N.º 165 en junio de 2018.
Millman se retiró del tenis en enero de 2024, a la edad de 34 años.

## Títulos ATP (1; 1+0)

### Individual (1)
| Leyenda                         |
| Grand Slam (0)                  |
| ATP World Tour Finals (0)       |
| Juegos Olímpicos (0)            |
| ATP World Tour Masters 1000 (0) |
| ATP World Tour 500 (0)          |
| ATP World Tour 250 (1)          |

| N.º | Fecha                  | Torneo | Superficie | Oponente en la final | Resultado |
| --- | ---------------------- | ------ | ---------- | -------------------- | --------- |
| 1.  | 1 de noviembre de 2020 | Astaná | Dura (i)   | Adrian Mannarino     | 7-5, 6-1  |

#### Finalista (2)
| N.º | Fecha                | Torneo   | Superficie    | Oponente en la final | Resultado |
| --- | -------------------- | -------- | ------------- | -------------------- | --------- |
| 1.  | 29 de abril de 2018  | Budapest | Tierra batida | Marco Cecchinato     | 5-7, 4-6  |
| 2.  | 6 de octubre de 2019 | Tokio    | Dura          | Novak Djokovic       | 3-6, 2-6  |

## TítulosATP Challenger Series(11; 11+0)
| Leyenda                    |
| Grand Slam (0)             |
| ATP World Tour Finals (0)  |
| ATP Masters 1000 (0)       |
| ATP World Tour 500 (0)     |
| ATP World Tour 250 (0)     |
| ATP Challenger Series (11) |

### Individual (11)
| N.º | Fecha      | Torneo                        | Superficie    | Oponente en la final | Resultado     |
| --- | ---------- | ----------------------------- | ------------- | -------------------- | ------------- |
| 1.  | 10.10.2010 | Challenger de Sacramento      | Dura          | Robert Kendrick      | 6-3, 6-2      |
| 2.  | 02.02.2013 | Challenger de Burnie          | Dura          | Stéphane Robert      | 6-2, 4-6, 6-0 |
| 3.  | 10.03.2013 | Challenger de Kioto           | Carpeta (i)   | Marco Chiudinelli    | 4-6 6-4 7-62  |
| 4.  | 09.11.2014 | Challenger de Traralgon       | Dura          | James Ward           | 6-4, 6-1      |
| 5.  | 16.11.2014 | Challenger de Yokohama        | Dura          | Kyle Edmund          | 6-4, 6-4      |
| 6.  | 02.08.2015 | Challenger de Lexington       | Dura          | Yasutaka Uchiyama    | 6-3, 3-6, 6-4 |
| 7.  | 16.08.2015 | Challenger de Aptos           | Dura          | Austin Krajicek      | 7-5, 2-6, 6-3 |
| 8.  | 15.11.2015 | Challenger de Kobe            | Dura (i)      | Taro Daniel          | 6-1, 6-3      |
| 9.  | 26.11.2017 | Challenger de Hua Hin         | Dura          | Andrew Whittington   | 6-2, 6-2      |
| 10. | 25.02.2018 | Challenger de Kioto (2)       | Dura (i)      | Jordan Thompson      | 7-5, 6-1      |
| 11. | 13.05.2018 | Challenger de Aix-en-Provence | Tierra batida | Bernard Tomić        | 6-1, 6-2      |